# زوتيرو
زوتيرو (بالإنجليزية: Zotero)‏ هو برنامج حرّ ومفتوح المصدر لإدارة المراجع والبيانات البيبليوغرافية والمواد البحثية العلمية ذات الصلة، ومن مميزاته التكامل مع متصفحات الويب على شكل تطبيق مدمج ولديه القدرة على المزامنة عبر الإنترنت، وتوليد في النص الإستشهادات والحواشي والمراجع، فضلا عن التكامل مع معالجات النصوص المعروفة مايكروسوفت وورد، وليبر أوفيس, وأوبن أوفيس.أورج وكذلك نيو أوفيس.
البرنامج تم إنتاجه من قِبل مركز التاريخ والإعلام الجديد في جامعة جورج ماسون

## أصل الكلمة
هي كلمة مشتقة من الفعل أتقَنَ من اللغة الألبانية

## ميزات
زوتيرو يظهر على شكل أيقونة أعلى المتصفح وحين تتم عملية البحث عن مواد علمية (الكتاب، المقال، أطروحة) على العديد من المواقع (مثل فهارس المكتبات، مجلات، الباحث العلمي من قوقل، كتب جوجل، أمازون، ويكيبيديا، ومواقع الناشرين). فإنه بالضغط على هذه الأيقونة يحفظ المعلومات المرجعية الكاملة إلى مكتبتك في حسابك على زوتيرو، يمكن أيضا حفظ نسخة من صفحة ويب أو مقالات أكاديمية على شكل نسخة من النص الكامل (PDF). ثم يمكن للمستخدمين إضافة ملاحظات، والعلامات، والملحقات، والبيانات الوصفية الخاصة بهذه المراجع. وتنظم المواد عن طريق واجهة السحب والإفلات وعمل تصنيفات رئيسية وفرعية للمراجع، كذلك فأنه بالإمكان البحث في هذه المراجع ومشاركتها مع المتخصصين.

## تنسيق الاقتباس
يمكن لمستخدمي زوتيرو توليد الاستشهادات والمراجع من خلال الإضافات المثبتة في برامج معالجة النصوص أو متصفحات الويب، أو مباشرة في موقع زوتيرو.
يمكن استيراد وتصدير الاستشهادات من وإلى العديد من الصيغ، بما في ذلك إقتباسات ويكيبيديا بب تخ، بب تخ، RefWorks، MODS، COinS

### التوافق مع الهواتف الذكية
يتوافق البرنامج مع الهواتف الذكية من خلا التطبيق الخاص  Zotملف

### دعم اللغات
يدعم البرنامج لغات متعددة من الإنجليزية، الإيطالية، الألمانية، الصينية، وإلى الآن لا يوجد دعم للغة العربية

### الدعم الفني
لا يوجد للبرنامج دعم مباشر، ولكن يوفر الموقع معلومات وافية بما في ذلك تليمات وإرشادات للمستخدمين ونصائح استكشاف الأخطاء وإصلاحها، وقائمة المشكلات المعروفة ويتم الرد على الأسئلة والقضايا التي أثيرت في المنتديات بسرعة، مع المستخدمين والمطورين اقتراح الحلول

#### التمويل والجوائز
يتم تمويلو تطوير Zotero من مؤسسةAndrew W. Mellon [الإنجليزية]، ومؤسسةAlfred P. Sloan [الإنجليزية]، ومعهد خدمات المتاحف والمكتبات [الإنجليزية]، فضلا عن تبرعات المستخدمين. وقد فاز Zotero بجوائز من مجلة مجلة بي سي،

## روابط خارجية
- زوتيرو على موقع Open Hub (الإنجليزية)
- زوتيرو على موقع Free Software Directory (الإنجليزية)
- زوتيرو على موقع Google Play (الإنجليزية)
- الموقع الرسمي
  - صفحة الدعم 
  - لقطات الشاشة للبرنامج
- عرض البرنامج على علوم الحياة

1. ↑  Vanhecke, Thomas E. (July 2008). "Zotero". Journal of the Medical Library Association : JMLA 96 (3): 275–276. doi:10.3163/1536-5050.96.3.022. ISSN 1536-5050. PMC 2479046. Retrieved 2012-07-08.